# Norberto Fontana
Pour les articles homonymes, voir Fontana.
Norberto Fontana est un pilote automobile argentin né le 20 janvier 1975 à Arrecifes.

## Biographie

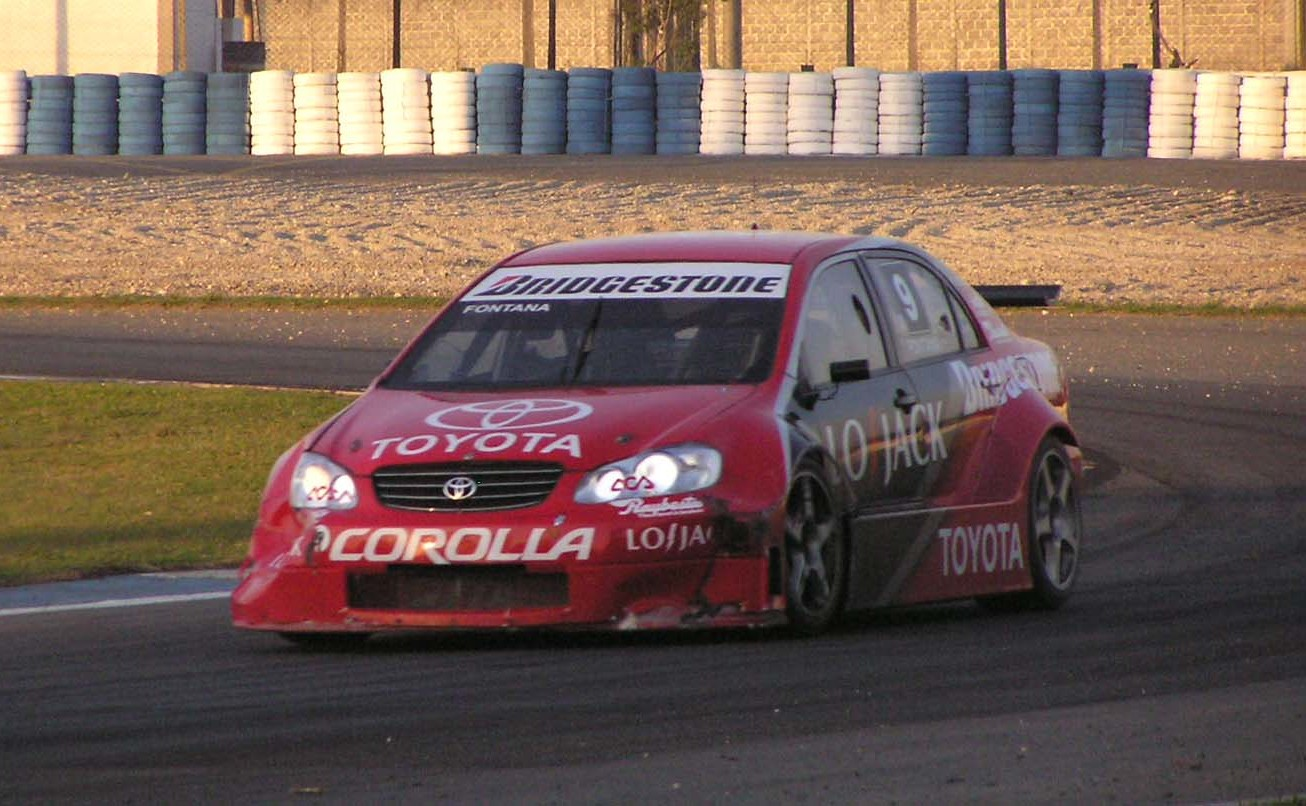
Norberto Fontana à Curitiba en 2006 sur une Toyota de TC2000.

Révélé en 1995 par son titre de champion d'Allemagne de Formule 3 (qu'il remporte devant Ralf Schumacher), Norberto Fontana part au Japon l'année suivante pour y disputer le championnat de Formula Nippon, alors considéré comme une véritable alternative à la F3000 pour accéder à la Formule 1. Mais au Japon, Fontana connaît moins de réussite qu'en Allemagne, puisqu'il ne termine que 5e du classement général, loin de Ralf Schumacher, lui aussi exilé en Asie.
En 1997, tandis que le cadet des Schumacher décroche un volant de titulaire chez Jordan, Fontana doit lui se contenter d'un poste de pilote essayeur pour le compte de l'écurie suisse Sauber-Petronas. Sa carrière semble en mesure de décoller à la mi-saison lorsqu'il est appelé pour remplacer le pilote titulaire Gianni Morbidelli (victime d'une fracture du bras dans un accident en essais privés) à l'occasion du GP de France ainsi que des deux GP suivants (en Grande-Bretagne et en Allemagne). Lors de ses trois premières apparitions en F1, Fontana ne démérite pas mais réalise des prestations qui ne parviennent pas à marquer les esprits et à l'installer comme un pilote d'avenir. La chance de Fontana semble passée, mais en fin d'année, une rechute de Morbidelli permet au pilote argentin de retrouver le volant de la Sauber pour le tout dernier GP de la saison, à Jerez. À nouveau, Fontana réalise une course sans éclat, mais se fait tout de même remarquer en gênant l'espace de quelques virages le pilote canadien Jacques Villeneuve, alors en lutte pour le titre mondial et en pleine remontée sur Michael Schumacher, l'autre prétendant au titre.
Sans volant en Formule 1 pour la saison suivante, Fontana repasse par le Japon, puis tente sa chance dans le championnat CART en 2000, avant de revenir brièvement en Europe dans le championnat de Formule 3000 en 2001. À partir de 2002, il retourne en Argentine pour y disputer le TC2000, le championnat local de voiture de tourisme. En 2011 il participe au Paris-Dakar avec un buggy MC Rae où il rejoint le chilien Eliseo Salazar lui aussi ancien pilote de formule 1,.

## La polémique liée au Grand Prix d'Europe 1997
Un peu oublié depuis son retour en Argentine, Fontana a refait parler de lui en septembre 2006 en revenant dans une entrevue accordée au journal argentin Olé sur son dernier GP de Formule 1, à Jerez neuf ans plus tôt. Il y raconte que peu avant le départ de la course, Jean Todt (directeur sportif de la Scuderia Ferrari) serait venu dans le motorhome de l'écurie Sauber (équipée de moteurs Ferrari) pour lui demander de bloquer Jacques Villeneuve si l'occasion se présentait, afin d'aider Michael Schumacher. Interrogés sur le sujet, Jean Todt mais également Peter Sauber démentirent fermement les propos de Fontana.

## Résultats en Formule 3000
| Saison | Écurie                  | Châssis     | Moteur | GP disputés | Pole positions | Victoires | Meilleurs tours | Podiums | Points inscrits | Classement |
| ------ | ----------------------- | ----------- | ------ | ----------- | -------------- | --------- | --------------- | ------- | --------------- | ---------- |
| 1996   | Edenbridge Racing (pl)  | Lola T96/50 | Zytek  | 1           | 0              | 0         | 0               | 0       | 0               | n.c        |
| 1999   | Fortec Motorsport       | Lola T96/50 | Zytek  | 10          | 0              | 0         | 0               | 0       | 4               | 15e        |
| 2001   | F3000 Prost Junior Team | Lola T99/50 | Zytek  | 3           | 0              | 0         | 0               | 0       | 0               | n.c        |

## Résultats en championnat du monde de Formule 1
| Saison | Écurie                   | Châssis | Moteur       | Pneus    | GP disputé | Points inscrits | Classement |
| ------ | ------------------------ | ------- | ------------ | -------- | ---------- | --------------- | ---------- |
| 1997   | Red Bull Sauber Petronas | C16     | Petronas V10 | Goodyear | 4          | 0               | n.c.       |

## Palmarès
- Vainqueur du championnat d'Allemagne de Formule 3 en 1995
- Vainqueur des Masters de Zandvoort de Formule 3 en 1995